# Temnotrochus
Genre
Temnotrochus est un genre de coraux durs de la famille des Schizocyathidae.

## Liste d'espèces
Selon World Register of Marine Species (13 juillet 2015), le genre Temnotrochus comprend l'espèce suivante :
- Temnotrochus kermadecensis Cairns, 1995